# Ngleri
Ngleri is een bestuurslaag in het regentschap Gunung Kidul van de provincie Jogjakarta, Indonesië. Ngleri telt 2553 inwoners (volkstelling 2010).